# Patch clamp

Diagramma mostrante le variazioni della tecnica patch clamp.

Il patch clamp ("blocco di area") è una tecnica usata in elettrofisiologia per misurare le correnti che attraversano singoli canali ionici presenti nella membrana cellulare. È stata introdotta nel 1976 da due studiosi tedeschi, Erwin Neher e Bert Sakmann, che sono stati premiati nel 1991 con il premio Nobel.

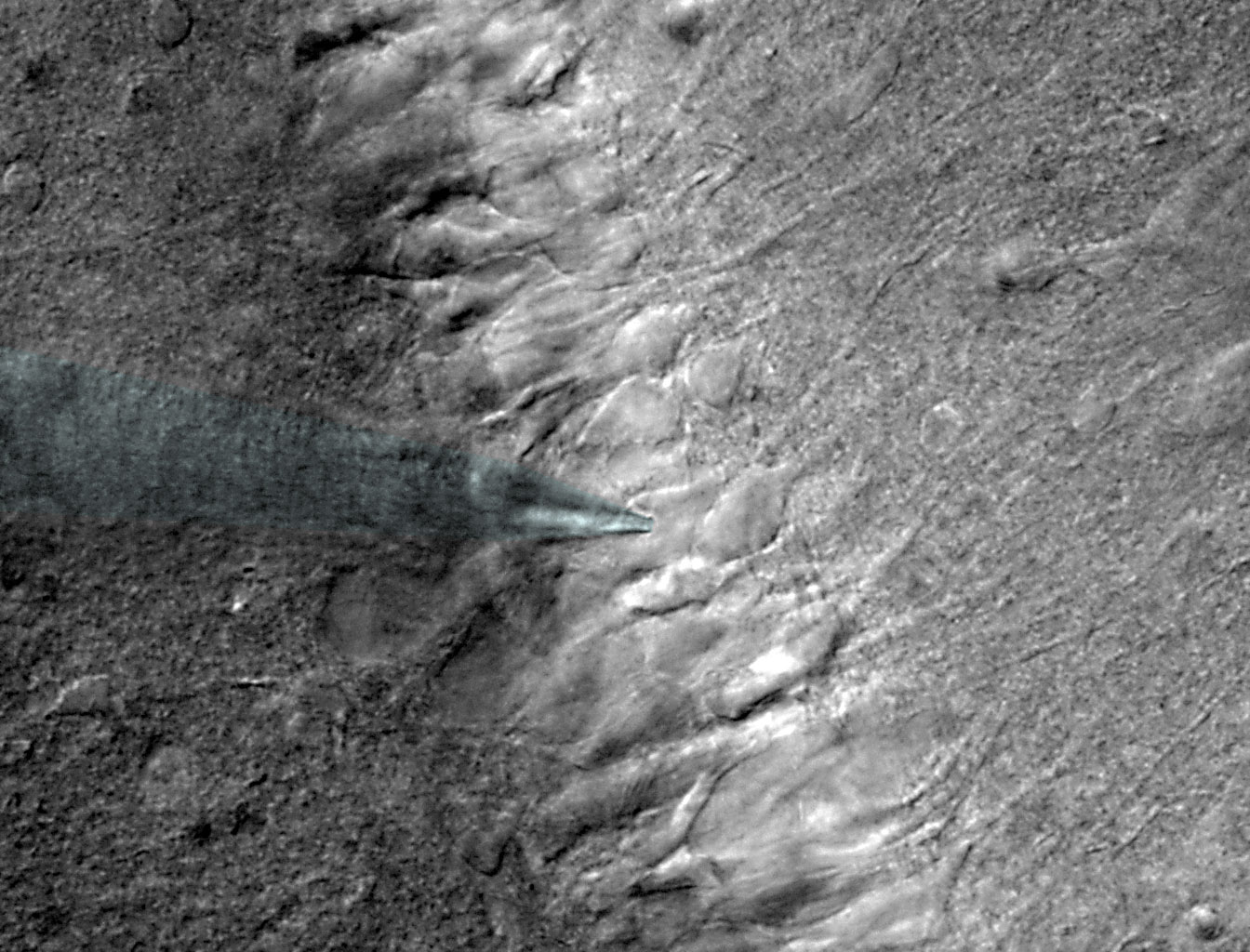
Cellule neuronali dell'ippocampo. La micropipetta nella fotografia è stata evidenziata con la colorazione blu.

La tecnica del patch clamp consiste nel bloccare la differenza di potenziale elettrico in una piccola area della membrana cellulare o dell'intera cellula.
È quindi possibile analizzare le modalità attraverso le quali i canali ionici influiscono sia sulla differenza di potenziale a livello di membrana sia su processi cellulari come la secrezione e la contrazione.
Il patch clamp si può utilizzare su colture cellulari, su singole cellule isolate o anche su sottili fettine di tessuto cerebrale (brain slices). Malgrado la semplicità intrinseca furono necessari molti anni per elaborare questa tecnica.
Si utilizza un solo microelettrodo, costituito da una micropipetta di vetro la cui estremità con diametro di 1 micrometro e resistenza di 1-10 MegaOhm, viene fatta aderire perfettamente a una membrana cellulare permettendo così di isolare una piccola area della membrana stessa e i canali ionici in essa presenti. A questo punto è possibile modificare e manipolare chimicamente o elettricamente i canali stessi in modo da studiarne le proprietà.

La tecnica del patch clamp può essere utilizzata per indagare le varie tipologie trasmissive tra le cellule e anzi ha consentito di individuare il potenziale non solamente degli assoni di cellule di grandi dimensioni, già rilevate dalle tecniche tradizionali di voltage clamp, bensì quelle di tutti i mammiferi compreso l'uomo. Nella tecnica definita registrazione della cellula "whole-cell" (in toto), è possibile ottenere un inserimento nel citoplasma, grazie all'asportazione del lembo della membrana nel punto del lume della pipetta. Queste innovazioni hanno consentito accurati studi sulle cellule del sistema nervoso, come quelli effettuati dai ricercatori dell'Università di Kyoto che sono riusciti a mettere a punto una tecnica che libera la superficie dei neuroni dalle cellule gliali e in secondo tempo salda la micropipetta al neurone penetrando nella membrana.